# Gertrud von le Fort
A Baronesa Gertrud von Le Fort (nome completo Gertrud Auguste Lina Elsbeth Mathilde Petrea Freiin von Le Fort; 11 de outubro de 1876 – 1 de novembro de 1971) foi uma escritora alemã de romances, poemas e ensaios.

## Vida
Gertrud Von Le Fort nasceu na cidade de Minden, na antiga Província de Westphalia, então Reino da Prússia dentro do Império Alemão. Ela era filha de um coronel do exército prussiano, que era descendente de huguenotes suíços. Ela foi educada quando jovem em Hildesheim e passou a estudar nas universidades de Heidelberg, Marburg e Berlin. Em 1918 mudou-se para  Baierbrunn, na Baviera, onde viveria até 1939.
Apesar de publicar algumas obras menores anteriormente, a carreira de escritor de Le Fort realmente começou com a edição póstuma da obra Glaubenslehre do seu mentor, Ernst Troeltsch, um importante autor de filosofia da religião em 1925. No ano seguinte, converteu-se ao catolicismo romano. A maior parte de seus escritos seguiu-se à conversão e foram marcados pelo tema da luta entre fé e consciência.
Em 1931, Gertrud Von Le Fort publicou a novela Die Letzte am Schafott (A última ao cadafalso), baseada na execução em 1794 das Mártires Carmelitas de Compiègne. Uma tradução em inglês, intitulada The Song at the Scaffold, apareceu em 1933. Baseado nesta novela, Georges Bernanos escreveu um guião em 1947 para um filme de Philippe Agostini que acabaria por não ser filmado. Após a morte de Bernanos, após discussão com Albert Béguin, o executor literário de Bernanos, Von Le Fort deu permissão para a publicação em janeiro de 1949 e deu a sua fração das royalties que lhe eram devidas enquanto autora para a viúva e os filhos de Bernanos. Le Fort solicitou que a obra de Bernanos tivesse um título diferente de sua própria novela, e Béguin escolheu o novo título Dialogues des Carmélites. Isso formou a base para a ópera de Francis Poulenc de 1956.
Le Fort publicou mais de 20 livros, incluindo poemas, romances e contos. Seu trabalho lhe rendeu o prêmio de ser "a maior poetisa transcendente contemporânea". Seus trabalhos são apreciados pela profundidade e beleza de suas ideias e por seu sofisticado refinamento de estilo. Ela foi indicada por Hermann Hesse para o Prêmio Nobel de Literatura, e recebeu um Doutorado Honorário em Teologia por suas contribuições à questão da fé em suas obras.
Em 1952, Von Le Fort ganhou o Prêmio Gottfried-Keller, um conceituado prêmio literário suíço.
Entre suas muitas outras obras, Le Fort também publicou um livro intitulado Die ewige Frau (A Mulher Eterna) em 1934, que apareceu em brochura em inglês em 2010. Neste trabalho, ela contrapôs a análise modernista sobre o feminino, não com argumentos polêmicos, mas com uma meditação sobre a feminilidade.
Em 1939, Le Fort mudou-se para a cidade de Oberstdorf, nos Alpes da Baviera e foi lá que ela morreu em 1º de novembro de 1971, aos 95 anos.

## Trabalhos selecionados
- Hymnen an die Kirche. Poetry; first published in Munich by Theatiner Verlag (1924).
- Das Schweißtuch der Veronika, I. Band: Der römische Brunnen. A novel; Munich, Kösel & Pustet, now known as Kösel-Verlag (1928).
- Der Papst aus dem Ghetto. Novel; Berlin, Transmare Verlag (1930).
- Die Letzte am Schafott. Novella; Munich, Kösel & Pustet (1931). Translated as The Song at the Scaffold by Ignatius Press (2011).
- Die ewige Frau. Essay; Munich, Kösel & Pustet (1934). Expanded publication in 1960 with the same publisher. Expanded version translated as The Eternal Woman: The Timeless Meaning of the Feminine by Ignatius (2010).
- Die Madgeburgische Hochzeit. Novel; Leipzig, Insel Verlag (1938).
- Die Opferflamme. Short story; Leipzig, Insel (1938).
- Das Gericht des Meeres. Short story; Leipzig, Insel (1943).
- Das Schweißtuch der Veronika, II. Band: Der Kranz der Engel. Novel; Munich, Beckstein (1946)
- Die Consolata. Short story; Wiesbaden, Insel (1947).
- Die Tochter Farinatas. Collection of four short stories: Die Tochter Farinatas, Plus Ultra, Das Gericht des Meeres, and Die Consolata; Wiesbaden, Insel (1950). Plus Ultra translated under the same title in The Wife of Pilate and Other Stories by Ignatius (2015).
- Gelöschte Kerzen. Collection of two short stories: Die Verfemte and Die Unschuldigen; Munich, Ehrenwirth (1953). Translated respectively as The Ostracized Woman and The Innocents in The Innocents and Other Stories by Ignatius (2019).
- Am Tor des Himmels. Novella; Wiesbaden, Insel (1954). Translated as At the Gate of Heaven in The Wife of Pilate and Other Stories by Ignatius (2015).
- Die Frau des Pilatus. Novella; Wiesbaden, Insel (1955). Translated as The Wife of Pilate in The Wife of Pilate and Other Stories by Ignatius (2015).
- Der Turm der Beständigkeit. Novella; Wiesbaden, Insel (1957). Translated as The Tower of Constance in The Innocents and Other Stories by Ignatius (2019).
- Die letzte Begegnung. Novella; Wiesbaden, Insel (1959). Translated as The Last Meeting in The Innocents and Other Stories by Ignatius (2019).
- Die Hälfte des Lebens. Autobiography; Munich, Ehrenwirth (1965).
- Der Dom. Short story; Munich, Ehrenwirth (1968).

## Literatura
- Helena M. Tomko: Realismo sacramental: Gertrud von le Fort e a literatura católica alemã na República de Weimar e no Terceiro Reich (1924-46)[3]
- "The Wife of Pilate" [de] é uma novela de 1955 de Gertrud von Le Fort.[4]